# Estación ferroviaria de Ticlio
La estación ferroviaria de Ticlio es una estación del Ferrocarril Central del Perú, ubicada en el distrito de Chicla de la provincia de Huarochirí en el departamento de Lima, en Perú. Fue declarado Monumento Nacional por el Instituto Nacional de Cultura mediante resolución 704-92-INC/T el 15 de noviembre de 1992.
Fue la estación más alta del mundo durante unos 120 años, hasta 2006 cuando se inauguraron cinco estaciones del Ferrocarril Qinghai–Tíbet, en China. Con 4829 m de altitud, es la más elevada de todo el continente americano.